# Edoardo Marino
Edoardo Marino (Aragona, 10 marzo 1909 – 4 luglio 2004) è stato un politico, avvocato e sindacalista italiano.

## Biografia
Laureato in Giurisprudenza, Avvocato.
Nel 1947 fu uno dei fondatori del MSI ad Agrigento, insieme a Ettore Mangano. Nel 1951 fu eletto deputato all'Assemblea regionale siciliana per il Movimento Sociale Italiano nel collegio provinciale di Agrigento. Dimessosi nel luglio 1953 perché eletto alla Camera .
Dal 1953 fu deputato consecutivamente dalla II alla VI legislatura della Repubblica Italiana, ad eccezione della III (1958-1963), sempre nelle file del MSI (in seguito MSI-DN), fino al 1976. Nella IV subentrò a fine legislatura, il 24 gennaio 1968, in sostituzione del defunto Alfredo Cucco.

## Incarichi

### II Legislatura
- IX Commissione agricoltura e foreste - alimentazione
- Commissione speciale per l'esame del disegno di legge n.72: "conversione in legge del decreto legge 21 giugno 1953, n.452, che istituisce l'ammasso per contingente del frumento"
- Commissione parlamentare consultiva per il parere sulle norme di attuazione della legge 13 marzo 1950, n. 120, sull'ordinamento dell'istituto nazionale assistenza dipendenti enti locali (i.n.a.d.e.l)

### IV Legislatura
- XIX commissione igiene e sanità pubblica

### V Legislatura
- X Commissione trasporti e aviazione civile, marina mercantile, poste e telecomunicazioni
- Commissione parlamentare per il parere al ministro dei trasporti e dell'aviazione civile per gli interventi nel settore aeroportuale

### VI Legislatura
- X Commissione trasporti e aviazione civile, marina mercantile, poste e telecomunicazioni
- Commissione parlamentare per il parere al ministro dei trasporti e dell'aviazione civile sugli interventi nel settore aeroportuale